# Mustique

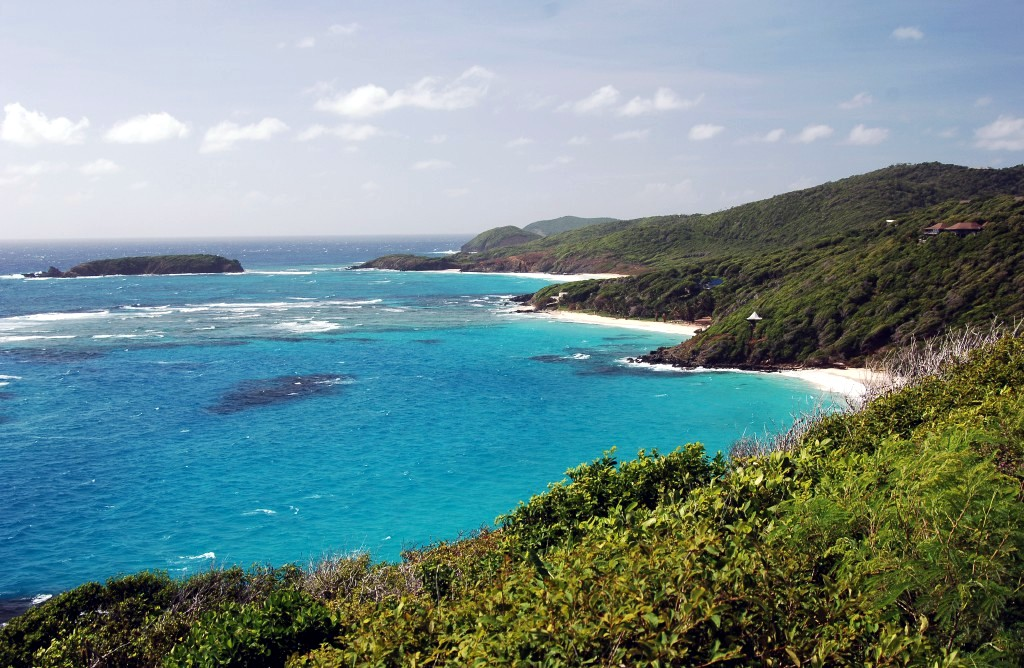
Utsikt mot en av stränderna på Mustique.

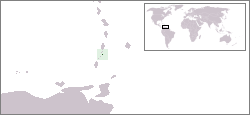
Karta som visar Mustique.

Mustique är en privatägd ö bland Grenadinerna tillhörande nationen Saint Vincent och Grenadinerna, belägen bland södra Små Antillerna i Västindien. 
Öns första invånare invandrade troligtvis från Sydamerika omkring 2500 f.Kr. Senare beboddes ön av arawakerna från 250 f.Kr. till 1000 e.Kr., och slutligen av kariber. Ursprungsbefolkningen drevs bort från ön när Mustique koloniserades av européer vid början av 1700-talet, samtidigt som slavar importerades från Afrika till nyanlagda sockerplantager. 
Mustique köptes av de brittiska jordbrukarna Alexander Campbell och John Aitcheson år 1763. Ön såldes vidare till den brittiske baronen Colin Tennant år 1958, för 45 000 pund. Sedan 1960-talet har Mustique befolkats av kungligheter, rockstjärnor, kändisar och företagschefer. Exempelvis Mick Jagger och David Bowie samt prinsessan Margaret av Storbritannien som tillbringade långa perioder på ön.
Ön är endast 5 km lång och 2,5 km bred, och har cirka 500 fasta invånare.
Namnet Mustique kommer från det franska ordet moustique, "mygga".